# Шаровечка
Шаровечка (укр. Шаровечка) — село в Хмельницком районе Хмельницкой области Украины.
Население по переписи 2001 года составляло 2359 человек. Почтовый индекс — 31336. Телефонный код — 3822. Занимает площадь 2,49 км². Код КОАТУУ — 6825089601.

## Местный совет
31336, Хмельницкая обл., Хмельницкий р-н, с. Шаровечка, ул. Сапунова, 37/1